# Округ Хамилтон (Тексас)
Округ Хамилтон (енгл. Hamilton County) је округ у америчкој савезној држави Тексас. По попису из 2010. године број становника је 8.517.

## Демографија
Према попису становништва из 2010. у округу је живело 8.517 становника, што је 288 (3,5%) становника више него 2000. године.
| Група             | 2000.         | 2010.         |
| Белци             | 7.498 (91,1%) | 7.495 (88,0%) |
| Афроамериканци    | 12 (0,1%)     | 46 (0,5%)     |
| Азијати           | 12 (0,1%)     | 34 (0,4%)     |
| Хиспаноамериканци | 610 (7,4%)    | 863 (10,1%)   |
| Укупно            | 8.229         | 8.517         |